# Cantó de La Salvetat d'Agot

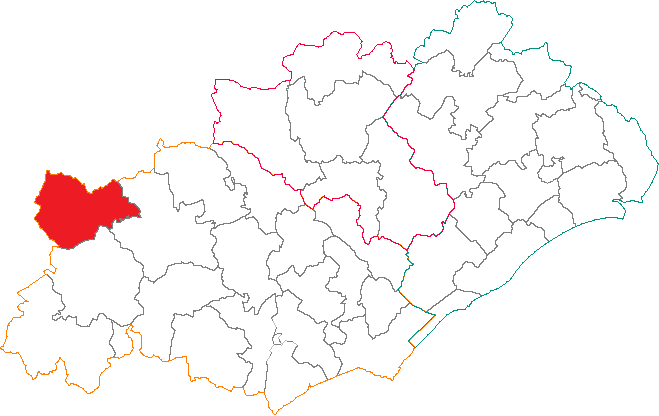
El cantó de La Salvetat-sur-Agout a l'Erau

El cantó de La Salvetat d'Agot és un cantó francès del departament de l'Erau, a la regió del Llenguadoc-Rosselló. Forma part del districte de Besiers, té 3 municipis i el cap cantonal és La Salvetat d'Agot.

## Municipis

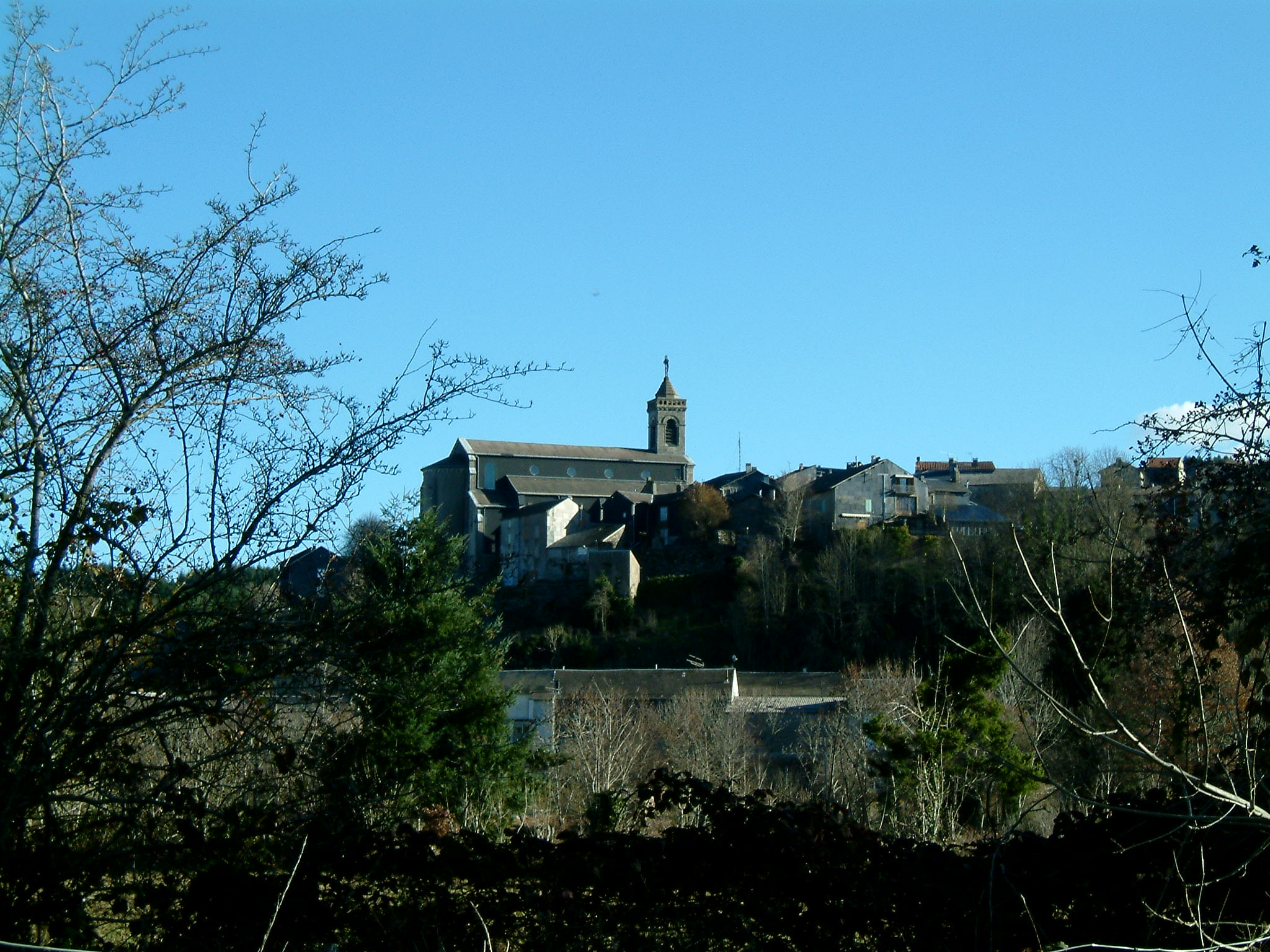
El poble de La Salvetat-sur-Agout

- Fraisse d'Agot
- La Salvetat d'Agot
- Lo Solièr